# Guilhadeses
Guilhadeses ist ein Ort und eine ehemalige Gemeinde (Freguesia) im nordportugiesischen Kreis Arcos de Valdevez. In der Gemeinde lebten 1119 Einwohner (Stand 30. Juni 2011).
Am 29. September 2013 wurden die Gemeinden Guilhadeses und Santar zur neuen Gemeinde União das Freguesias de Guilhadeses e Santar zusammengefasst. Guilhadeses ist Sitz dieser neu gebildeten Gemeinde.